# Solntsevia
Solntsevia is een muggengeslacht uit de familie van de galmuggen (Cecidomyiidae).

## Soorten
- S. maculata (Felt, 1908)
- S. nigripes Mamaev, 1965